# Monotoma punctaticollis
Monotoma punctaticollis es una especie de coleóptero de la familia Monotomidae.

## Distribución geográfica
Habita en el paleártico: Eurasia.